# Шотовский сельский совет (Ивановский район)
Шотовский сельский совет (укр. Шотівська сільська рада) — входит в состав
Ивановского района
Херсонской области
Украины.
Административный центр сельского совета находится в 
с. Шотовка
.

## Населённые пункты совета
- с. Шотовка
- с. Веселовка